# Phyllodromica kiritshenkoi
Phyllodromica kiritshenkoi es una especie de cucaracha del género Phyllodromica, familia Ectobiidae. Fue descrita científicamente por Bey-Bienko en 1948.
Habita en Ucrania.